# 동물용 fio2icu

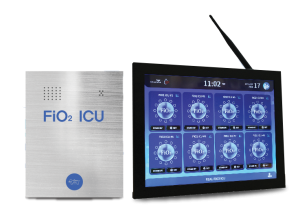
동물용 Fio2ICU

FiO2(흡입기산소농도)란? 인체에 흡기 중의 산소 농도를 말하며, 산소요법에서 고농도의 산소를 장시간 공급할 경우 폐 장애의 원인이 된다.
동물 FiO2(흡입기산소농도)란? 동물의 신체에 흡기 중의 산소농도를 말하며, 산소요법에서 고농도의 산소를 장시간 공급할 경우 폐 장애의 원인이 된다.
FiO2흡입산소농도(Fraction of inspired oxygen, FiO2)는 호흡을 통해 들이마시는 기체에서 산소가 차지하는 부피 분율 혹은 몰 분율이다. 자연 상태의 공기에는 21%의 산소가 포함되다. 이는 FiO2 0.21과 같다. 호흡하는 기체 속에 산소가 대기 중의 공기보다 더 많이 포함되어 있을 경우, 0.21보다 높은 FiO2를 갖는다. FiO2의 최대값은 1.00으로, 이는 100% 산소 기체를 의미한다. 의료 제공이 필요한 호흡 곤란 환자에게는 산소가 풍부한 공기가 제공되는데, 이는 대기보다 높은 FiO2를 가지게 된다.  과도한 산소에 의한 독성을 막기 위하여 기계 환기 상황에서도 FiO2를 0.5 미만으로 유지하는 것이 일반적이나, 100% 산소(FiO2 1.00)를 치료용으로 사용하는 경우도 있다.
의학에서 말하는 FiO2는 때때로 가스 교환에 참여하는 산소의 백분율을 나타내는 데 사용된다. 기압이 변해도 FiO2는 일정하게 유지되며, 산소의 분압만 기압의 변화에 따라 변하게 된다

## 개요
일반적으로 인체의 경우 FiO2(흡입기산소농도)는 켄뉼라,산소마스크,산소공급기 기도삽관 등을 이용 인체에 필요한 FiO2(흡입기산소농도)를 계산 적용한다.
동물의 경우 특성상 사람과 달리 켄뉼라나 산소마스크 등의 착용이 불편하고, 어려워 산소공급에 대한 계산을 원활히 할 수 없었다.
동물 FiO2ICU 기술은 정확한 수치의 산소공급이 어려웠던 것을 해결할 수 있는 기술이다.
동물들은 기존 재래식 방식의 산소공급 과정에 대해 인내하지 못하고 지속적으로 움직이기에 환축에 대한 산소공급은 비 과학적 방법이 동원되고 있었다. 
이에 문제를 해결하기 위하여 동물이 입원한 입원장(케이지) 안에 산소를 채워 공급하는 기존의 산소방 형태에서 한층 더 진보한 동물 전용 산소치료 방법이 개발이 되었다.
동물 FiO2ICU 기술은 전통적인 재래식 방식의 한계를 극복하는데 도움을 준 기술이다.
해당 기술은 동물의 질병상태에 따라 단계별 산소농도를 케이지안에 공급하며 정밀한 산소농도측정 센서를 사용한다.
이를 통해 입원장(케이지)안의 산소 농도를 실시간으로 확인할 수 있으며 케이지 안의 산소순도를 지속적으로 정밀하게 유지해주는 기술이다.
기존의 동물병원 입원 케이지의 경우 산소농도를 측정하거나 조절할 수 없었기에 수의사의 예측과 감에 의해 유량을 조절했다.
이 경우 환자에게 필요한 정밀한 산소치료가 이루어지기 어려웠던 측면이 있었으나 동물 FiO2ICU 빌트인 Analyzer 기술 개발 이후 입원 케이지 내의 산소순도를 측정 표시, 직접 눈으로 확인할 수 있게 되었다.
산소치료는 선천적 / 후천적 / 환경적 영향에 의한 호흡기 질병뿐만 아니라 심장병, 빈혈, 출혈, 쇼크 등 많은 질환에서 꼭 필요하다.
공기 중의 산소농도(21%)보다 높은 농도의 의료용 산소를 공급하여 신체조직의 손상을 막고, 관류를 개선하므로 대부분 중환축 및 노령환축에 적용되는데 이를 위해서는 산소 농도 조절이 매우 중요한 요소이기도 하다.

## 적용기술
1. 입원장(케이지) 의료산소와 공기의 믹싱을 통한 양압공기순환 기술
2. 환축의 질병 상태에 따른 의료진의 판단에 의한 산소농도를 단계별로 공급 제어 기술
3. 입원장(케이지) 내에 입력된 산소농도를 오차범위 안에서 유지할 수 있는 산소순도 지속적 유지 기술
4. 정밀한 산소농도측정을 위해 지르코니아 센서와 초음파 센서를 이용한 산소농도 측정 기술
5. 양압 흐름에 의한 입원장(케이지) 내 이산화탄소 배출 기술
6. 박테리아 필터 이용 무균화 공기정화 및 공급 기술

## 기능
컨트롤러를 이용하여 입원장 내의 산소농도를 환축의 상태에 맞계 단계별로 조절한다. 
FiO2ICU 기술은
Maintenance 30~40% : 일반 환축 호흡 및 회복, 안정시 적용
Hypoxia 40~50% : 저산소증 환축 입원시 적용
Emergency 60~80% : 호흡 곤란 등 환축 응급상황시 적용
3단계의 산소 농도로 구분하며 반드시 수의사의 처치하에 산소공급을 하고 있다.
이는, 의료용 산소의 경우 90% 이상의 고농도 산소이기 때문에 고농도 산소가 장시간 공급되면 오히려 산소 독성에 의한 폐 손상을 유발할 수도 있기 때문이다. 
그렇기에 FiO2ICU 기술은 기존의 산소치료에 대한 문제점을 극복하기 위한 방법으로 동물병원 입원실 / 일반 동물 생활용 케이지 등 의사표현이 어려운 동물들의 복지를 위한 빌트인 산소공급 농도 자동유지 장치 기술이다.

## 적용사례
1. 동물병원 입원장
2. 동물병원 노령견 / 중환축 재활치료
3. 반려동물 동반시설 산소테라피 시설
4. 특수목적견 산소테라피 시설
5. 동물복지기관 내 산소테라피 시설
6. 기타 일반 동물용 케이지